# Puebla de Almenara
Pour les articles homonymes, voir Almenara.
Puebla de Almenara est une municipalité espagnole de la province de Cuenca, dans la région autonome de Castille-La Manche.